# تصنيف الإعاقة في تنس الطاولة
تصنيف تنس الطاولة لذوي الإعاقة هو عملية تصنيف الرياضيين من ذوي الاحتياجات الخاصة في رياضة تنس الطاولة، ويشرف عليه الاتحاد الدولي لتنس الطاولة. وتُفتح هذه التصنيفات أمام الأشخاص ذوي الإعاقات الجسدية والذهنية.

## الحوكمة
في عام 1983، تم وضع القواعد الخاصة بهذه الرياضة والموافقة على نظام التصنيف من قبل الاتحاد الدولي لتنس الطاولة. واستمر هذا النظام قائماً حتى عام 2009.

## الأهلية
اعتباراً من عام 2012، أصبح الأشخاص ذوو الإعاقات الجسدية والذهنية مؤهلين للمشاركة في هذه الرياضة. في عام 1983، وضعت رابطة الرياضة والترفيه الدولية للشلل الدماغي قواعد الأهلية للتصنيف في هذه الرياضة. وقد عرّفت الشلل الدماغي بأنه إصابة غير متطورة في الدماغ تؤدي إلى إعاقة. وكان الأشخاص المصابون بالشلل الدماغي أو إصابات غير متطورة في الدماغ مؤهلين للتصنيف من قبل هذه الرابطة، كما تعاملت الرابطة أيضاً مع تصنيف الأشخاص الذين يعانون من إعاقات مشابهة. في نظام التصنيف الخاص بها، لم يكن الأشخاص المصابون بالسِّنْسِنَة المشقوقة مؤهلين إلا إذا قدّموا دليلاً طبياً على وجود خلل في الحركة. أما المصابون بالشلل الدماغي والصرع فكانوا مؤهلين بشرط ألّا تؤثر حالتهم على قدرتهم على التنافس. وكان بإمكان الأشخاص الذين تعرضوا لسكتات دماغية الحصول على تصنيف بعد موافقة طبية. أما الرياضيون المصابون بالتصلب المتعدد، أو الحثل العضلي، أو تقفع المفاصل، فلم يكونوا مؤهلين للتصنيف من قبل رابطة الرياضة والترفيه الدولية للشلل الدماغي، ولكنهم كانوا مؤهلين للتصنيف من قبل المنظمة الدولية لرياضات ذوي الإعاقة ضمن ألعاب "ليز أوتر".

## التاريخ
في عام 1983، كان التصنيف الخاص بالمشاركين المصابين بالشلل الدماغي في هذه الرياضة يتم من خلال رابطة الرياضة والترفيه الدولية للشلل الدماغي، وقد استُخدم حينها نظام التصنيف المعتمد في مسابقات ألعاب القوى الميدانية. في ذلك العام، كان هناك خمسة تصنيفات مختلفة لحالات الشلل الدماغي. ومع اقتراب دورة الألعاب البارالمبية الصيفية عام 2000، أبدى بعض أعضاء مجتمع الشلل الدماغي مخاوفهم بشأن الحاجة إلى الحفاظ على نظام تصنيف متعدد الوظائف داخل هذه الرياضة، وذلك بسبب التباين الواسع في القدرات الحركية داخل المجتمع المصاب بالشلل الدماغي وغيره من الإعاقات الحركية.
في دورة ألعاب إمباير ستيت لذوي الإعاقات الجسدية التي استضافتها نيويورك، أُدرجت هذه الرياضة ضمن المنافسات، وخصص المنظمون تصنيفات لضعاف السمع والبصر، وبتر الأطراف، و"ليز أوتر"، والشلل الدماغي، وإصابات الحبل الشوكي.
بحلول أوائل تسعينيات القرن الماضي، انتقل تصنيف رياضة تنس الطاولة من النظام الطبي إلى نظام التصنيف الوظيفي. وبسبب الصعوبات في التحديد الموضوعي للوظائف الجسدية التي ظهرت بعد دورة برشلونة، أعلنت اللجنة البارالمبية الدولية في عام 2003 عن خطط لتطوير نظام تصنيف جديد. وقد بدأ تطبيق هذا النظام في عام 2007، حيث حدد عشرة أنواع مختلفة من الإعاقات المؤهلة للمشاركة على المستوى البارالمبي. وقد اشترط هذا النظام أن يكون التصنيف خاصاً بكل رياضة، وله وظيفتان: الأولى هي تحديد الأهلية للمشاركة في الرياضة، والثانية هي إنشاء مجموعات محددة من الرياضيين المؤهلين للمشاركة وتحديد الفئة التي ينتمون إليها.
وقد تركت اللجنة البارالمبية الدولية للاتحادات الرياضية الدولية حرية تطوير أنظمة التصنيف الخاصة بها ضمن هذا الإطار، على أن تكون هذه الأنظمة مبنية على أدلة مستندة إلى أبحاث علمية.

## العملية
في تصنيف تنس الطاولة، يتم النظر في الأنشطة التي يمارسها اللاعبون، وقد يلاحظ المصنّفون كيفية تموضع اللاعب بالنسبة للطاولة، وقدرته على الإرسال والرد على الإرسال. بالنسبة للرياضيين الأستراليين في هذه الرياضة، يتم تنظيم الرياضة وتصنيف اللاعبين من قبل الاتحاد الرياضي الوطني بدعم من اللجنة البارالمبية الأسترالية. وهناك ثلاثة أنواع من التصنيف المتاحة للمنافسين الأستراليين: تصنيف مبدئي، وتصنيف وطني، وتصنيف دولي. الأول مخصص للمنافسات على مستوى الأندية، والثاني للمنافسات على مستوى الولايات والمستوى الوطني، والثالث للمنافسات الدولية.

## في الألعاب البارالمبية
في دورة الألعاب البارالمبية الصيفية في روما عام 1960، كان الرياضيون المصنفون ضمن فئة الكراسي المتحركة وحدهم المؤهلين للمشاركة في هذه الرياضة. واستمر هذا النظام خلال دورة طوكيو 1964 ودورة تل أبيب 1968. أما المشاركون الحاصلون على تصنيف الشلل الدماغي، فقد سُمح لهم بالمشاركة لأول مرة في دورة الألعاب البارالمبية الصيفية عام 1984.
في دورة الألعاب البارالمبية الصيفية عام 1992، كان الرياضيون من ذوي البتر ومن مستخدمي الكراسي المتحركة مؤهلين للمشاركة، وكان التصنيف يتم من خلال اللجنة البارالمبية الدولية، استناداً إلى نوع الإعاقة الوظيفية. أما في دورة الألعاب البارالمبية الصيفية عام 1996، فقد أُجري التصنيف في موقع المنافسة نفسه، لأن التقييم التصنيفي كان يتطلب مشاهدة اللاعب أثناء ممارسته للرياضة.
أما في دورة الألعاب البارالمبية الصيفية لعام 2016 في ريو، فقد طبقت اللجنة البارالمبية الدولية سياسة "عدم وجود تصنيف أثناء الألعاب"، وهي سياسة بدأت في عام 2014 بهدف تجنّب التغييرات المتأخرة في الفئات التصنيفية، والتي قد تؤثر سلباً على استعدادات اللاعبين. كان على جميع المتنافسين أن يكونوا قد خضعوا لتصنيف دولي وتم تأكيد حالتهم التصنيفية قبل انطلاق الألعاب، مع النظر في الاستثناءات من هذه السياسة على أساس كل حالة على حدة.

## المستقبل
وفي المستقبل، تعمل الهيئة العليا لتصنيف رياضات ذوي الإعاقة، وهي اللجنة البارالمبية الدولية، على تحسين نظام التصنيف ليعتمد على الأدلة العلمية بدلاً من الأداء، وذلك لتفادي معاقبة الرياضيين النخبة الذين يظهرون أداءً أعلى من غيرهم، ما قد يؤدي إلى وضعهم في فئة تصنيفية أعلى تضم رياضيين يتلقون تدريباً أقل.